# البلوشي

البلوشي هو لقب قبلي شائع في الدول العربية في الخليج العربي، ولا سيما عمان والإمارات العربية المتحدة والكويت وقطر والبحرين. وهو اسم النسبة وهي تسمية معربة من مصطلح  بلۏچ، التي تدل على شخص لديه أصل البلوشي.
يتتبع الأشخاص الذين يحملون هذا اللقب أصولهم القبلية إلى بلوشستان، وهي منطقة في جنوب شرق إيران تقع عبر الخليج العربي. جاء أسلافهم في الغالب من ساحل مكران في القرن التاسع عشر. يتحدث البلوشي اللغة البلوشيه وهي إحدى اللغات الفارسيه ويتحدثون ايضاً العربية. هم في الغالب من المسلمين السنة. يكون الاغلب منهم في عمان والبحرين والإمارات.

## اشخاص
تشمل الشخصيات البارزة التي تحمل اللقب: 
رياضيون
- أذان البلوشي لاعب كرة القدم العماني
- حامد البلوشي لاعب كرة القدم العماني
- عيسى علي البلوشي، لاعب كرة قدم إماراتي
- جمال نبي البلوشي لاعب كرة القدم العماني
- محمد البلوشي لاعب كرة القدم العماني
- مهيب البلوشي، لاعب كرة قدم عماني
- طلال البلوشي لاعب كرة القدم القطري

سياسيون
- ناصر البلوشي، سفير بحريني سابق لدى الولايات المتحدة
- فاطمة البلوشي، وزيرة التنمية الاجتماعية البحرينية السابقة